# Leipziger Volkszeitung
El Leipziger Volkszeitung, abreviado a veces como LVZ, es un periódico alemán editado en la ciudad de Leipzig. Fundado en 1894, en la actualidad se distribuye en buena parte del Land de Sajonia y en Altemburgo, un distrito de Turingia. Su difusión era en 1998 de 340.874 y en 2024 de 110.338 ejemplares, por lo tanto, una disminución del 67%.

## Historia
El diario, fundado en 1894, sacó a la calle su primer número el 1 de octubre de ese año. De ideología socialdemócrata, llegó a ejercer como órgano del Partido Socialdemócrata de Alemania (SPD). En su época se convirtió en un importante portavoz del movimiento obrero. En 1933, tras la toma del poder por los nazis, el diario fue prohibido por las autoridades.

Logotipo de ERA de Alemania Oriental

Volvería a editarse tras la Segunda Guerra Mundial, en el territorio de la posterior República Democrática Alemana, convirtiéndose —a partir de 1946— en órgano del Partido Socialista Unificado de Alemania. Sería privatizado en 1991 por el Treuhandanstalt.